# Розвадув (Мазовецьке воєводство)
Розвадув (пол. Rozwadów) — село в Польщі, у гміні Сарнаки Лосицького повіту Мазовецького воєводства. Населення — 55 осіб (2011).

## Історія
За даними етнографічної експедиції 1869—1870 років під керівництвом Павла Чубинського, у селі переважно проживали римо-католики, меншою мірою — греко-католики, які здебільшого розмовляли українською мовою.
У 1975—1998 роках село належало до Білопідляського воєводства.

## Демографія
Демографічна структура станом на 31 березня 2011 року:
|          | Загалом | Допрацездатний вік | Працездатний вік | Постпрацездатний вік |
| -------- | ------- | ------------------ | ---------------- | -------------------- |
| Чоловіки | 27      | 4                  | 18               | 5                    |
| Жінки    | 28      | 4                  | 14               | 10                   |
| Разом    | 55      | 8                  | 32               | 15                   |